# University of Nigeria
Die University of Nigeria in Nsukka im Bundesstaat Enugu im Südosten Nigerias war die erste von Einheimischen gegründete und geführte Universität des Landes. Sie ist die zweitälteste Hochschule des Landes nach der University of Ibadan.

## Geschichte

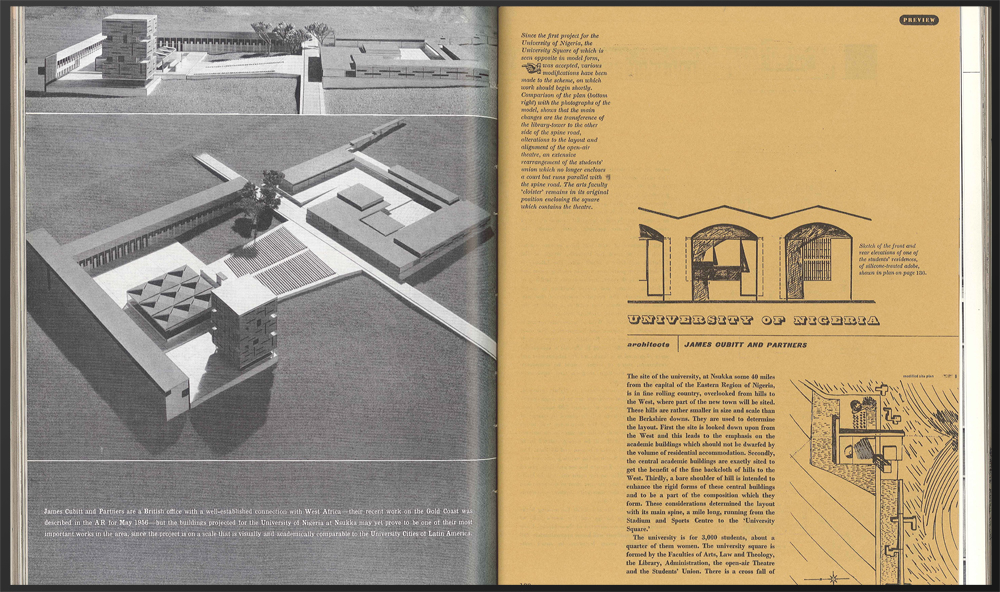
Entwürfe von James Cubitt and Partners 1959 für die University of Nigeria

Ein Gesetz zur Gründung einer Universität in der östlichen Region von Nigeria wurde im Jahre 1955 verabschiedet. Besonders eingesetzt für die Universität hat sich der damalige Premier der östlichen Region und spätere Staatspräsident Nnamdi Azikiwe. Eröffnet wurde die Universität am 7. Oktober 1960 auf dem Höhepunkt der Unabhängigkeitsfeiern des Landes. Prinzessin Alexandra von Kent in Vertretung von Königin Elisabeth legte den Grundstein. Der Betrieb begann am 17. Oktober 1960 mit 220 Studenten und 13 Angehörigen der akademischen Belegschaft. 
Während des Biafra-Kriegs kam es zu Zerstörungen und Bombardierung des Campus.
Im Jahr 1995/96 hatte die Universität 20.747 Studenten und 1.213 Mitarbeiter. Nach eigenen Angaben hat die UNN 36.000 Studenten, laut einer Regierungskommission im Jahr 2012 sind es 23.815 Studenten.

## Fakultäten
Neben den Fakultäten für Agrarwissenschaft, Betriebswirtschaft, Biowissenschaft, Geisteswissenschaft, Jura, Medizin, Pädagogik, Pharmazie, Sportwissenschaft, Sozialwissenschaft, Technologie, Tiermedizin, Umweltwirtschaft, Wirtschaftswissenschaft und Zahnmedizin gibt es die folgenden Institute:
- School of General Studies School of Postgraduate Studies
- Institute of African Studies Institute of Education
- Management Information Systems Unit Centre for Basic Space Sciences (CBSS)
- Curriculum Development and Instructional Materials Centre (CUDIMAC) Computing Centre
- Energy Research Centre ICT/Innovation Centre
- Medical Centre University of Nigeria Secondary School Nsukka
- Works Services Department Centre for Entrepreneurship and Development Research (CEDR)
- Centre for Environmental Management and Control (CEMAC) Institute for Development Studies(IDS)
- Works Centre for Technical Vocational Education, Training and Research